# Србија међу књигама
Србија међу књигама је билтен који објављује Удружењу за културу, уметност и међународну сарадњу „Адлигат”. Билтен излази од 2017. на месечном нивоу. Садржај сваког издања обухвата активности и догађаје из рада удружења релевантне за тај месец, као и интервјуе, текстове, занимљивост, податке о посетама знаменитих гостију Адлигату и медијске објаве о раду удружења. Главни аутор и уредник је оснивач Адлигата Виктор Лазић, док са њим на билтену раде Адам Софронијевић и Ивана Гавриловић. Часопис ужива подршку Министарства културе и информисања Републике Србије.

## Галерија издања
- Издање - Април 2018.
- Издање - Мај 2018.
- Издање - Јануар 2019.
- Издање - Фебруар 2019.
- Издање - Март 2019.
- Издање (са новим дизајном) - Август 2020.
- Издање (са новим дизајном) - Септембар 2020.